# Tipula (Pterelachisus) digesta
Tipula (Pterelachisus) digesta is een tweevleugelige uit de familie langpootmuggen (Tipulidae). De soort komt voor in het Palearctisch gebied.